# Takahito Suzuki
Takahito Suzuki (jap. 鈴木 貴人, Suzuki Takahito; * 17. August 1975 in Tomakomai, Hokkaidō) ist ein ehemaliger japanischer Eishockeyspieler, der zuletzt bis 2013 bei den Nikkō Ice Bucks aus der Asia League Ice Hockey unter Vertrag stand, und heutiger Trainer.

## Karriere
Takahito Suzuki begann seine Karriere als Eishockeyspieler an der Augustana University, für deren Eishockeymannschaft er in der Saison 1996/97 aktiv war. Von 1998 bis 2002 spielte der Flügelspieler für den Kokudo Ice Hockey Club in der Japan Ice Hockey League, ehe er in der Saison 2002/03 für die Charlotte Checkers in der ECHL auflief. Für die Checkers erzielte er in 72 Spielen 49 Scorerpunkte, davon 24 Tore. Von 2003 bis 2006 spielte er für sein Ex-Team Kokudo Ice Hockey Club in der neu gegründeten Asia League Ice Hockey, wobei er im ersten Jahr nach seiner Rückkehr mit der Mannschaft weiterhin an der Japan Ice Hockey League teilnahm. 1999, 2001, 2002 und 2004 gewann er mit dem Klub die japanische Eishockeyliga und damit den Landesmeistertitel. Von 2006 bis 2009 spielte er für die Seibu Prince Rabbits in der Asia League, ehe er im Sommer 2009 innerhalb der Liga zu den Nikkō Ice Bucks wechselte, für die er bis 2013, als er seine Karriere beendete, spielte.

### International
Für Japan nahm Suzuki an der C-Weltmeisterschaft 1997, den Weltmeisterschaften 1999, 2000, 2001, 2002, 2003 und 2004 sowie den Weltmeisterschaften der Division I 2005, 2006, 2007, 2008, 2009, 2010 und 2013 teil, wobei er 2010 Kapitän des japanischen Teams war. Zudem stand er im Aufgebot seines Landes bei den Winter-Asienspielen 2007 in Changchun und 2011 in Astana. Bei den Winter-Asienspielen 2007 gewann er mit seiner Mannschaft die Gold-, bei den Winter-Asienspielen 2011 die Silbermedaille.

### Trainerlaufbahn
Nach dem Ende seiner aktiven Spielerkarriere schlug Suzuki eine Trainerlaufbahn ein. Er betreute die japanische Studentenauswahl bei den Winter-Universiaden 2013 und 2015 als Assistenztrainer. Auch bei der Weltmeisterschaft 2016, bei der die Japaner in der Division I spielten, war er Assistenztrainer der Nationalmannschaft aus dem Land der aufgehenden Sonne.

## Erfolge und Auszeichnungen
- 1999 Japanischer Meister mit dem Kokudo Ice Hockey Club
- 2001 Japanischer Meister mit dem Kokudo Ice Hockey Club
- 2002 Japanischer Meister mit dem Kokudo Ice Hockey Club
- 2004 Japanischer Meister mit dem Kokudo Ice Hockey Club
- 2007 Goldmedaille bei den Winter-Asienspielen
- 2011 Silbermedaille bei den Winter-Asienspielen

## Asia-League-Statistik
(Stand: Ende der Saison 2012/13)